# Вишов
Вишо́в (бел. Вішоў) — агрогородок в составе Белыничского района Могилёвской области Белоруссии. Административный центр Вишовского сельсовета. До 2007 года деревня Вишово. Население — 1251 человек (2019).

## Географическое положение
Ближайшие населённые пункты: Аниськовщина, Большой Нежков, Гнездин, Митьковщина, Крюки.

## История
Упоминается в 1636 году как деревня Вишово в составе Княжицкого имения вдовы великого писаря литовского Кшиштофа-Стефана Сапеги Анны Александровны (в девичестве Головчинской) в Оршанском повете ВКЛ. В 1675 упоминается как село во владении Андрея Аврамовича. 
В 1717 году село выделено из имения Рафаловка и отдана под заклад ордена бенедиктинцев. В 1785 году в составе имения Головчин Могилёвского уезда, 28 дворов. Помимо земледелия часть сельчан занималась кузнечным делом, изготовлением льняной и пеньковой пряжи и ткани, заготовкой лесных материалов для изготовления деревянных изделий. Согласно переписи населения 1897 года в Нежковской волости Могилёвского уезда, 53 двора, школа, постоялый дом. С февраля по октябрь 1918 года оккупирована германскими войсками. 
С 20 августа 1924 года центр Вишовского сельсовета Могилёвского, с 5 апреля 1935 года Белыничского районов, с 20 февраля 1938 года в составе Могилёвской области. В 1929 году образован колхоз имени М.И. Калинина. В 1940 году колхоз принял участие во Всесоюзной сельскохозяйственной выставке, семь механизаторов удостоились орденов и медалей. 
В период Великой Отечественной войны со 2 июля 1941 года по 29 июня 1944 года оккупирована немецко-фашистскими захватчиками. 46 односельчан погибли на фронте и в партизанской борьбе. В 1986 году центр колхоза «Родина». Действовали машинный двор, пять магазинов, учебно-производственный комбинат, средняя и музыкальная школы, столовая, детский сад, комплексно-приёмный пункт бытового обслуживания населения, отделение связи, дом культуры, отделение банка, больница, аптека, две библиотеки, автоматическая телефонная станция, дом механизатора, стационарная киноустановка. 
В 1977 году к деревне присоединены посёлки Белорусский и Зелёный. В 2007 году центр СПК «Колхоз «Родина», детский сад, средняя школа, центр культуры и отдыха, библиотека, комплексно-приёмный пункт бытового обслуживания населения, фельдшерско-акушерский пункт, отделение связи  и «Беларусбанка», магазин, столовая.
Проект планировки и застройки разработан в 1979 году. Основная часть агрогородка расположена вдоль северного края автодороги. Главная улица присоединяется к ней под углом. На ней расположение гражданские объекты, а также кирпичные двухэтажные 16—18-квартирные жилые дома.
В 2007 году деревня Вишово получила статус агрогородок и изменено название на Вишов 
В 2024 году за высокие показатели, достигнутые в ходе проведения в 2023 году республиканского смотра санитарного состояния и благоустройства населённых пунктов Республики Беларусь, аг. Вишов признан одним из победителей, награждён переходящим вымпелом.

## Население
| Численность населения (по переписи) | Численность населения (по переписи) | Численность населения (по переписи) | Численность населения (по переписи) | Численность населения (по переписи) | Численность населения (по переписи) | Численность населения (по переписи) | Численность населения (по переписи) | Численность населения (по переписи) |
| 1785                                | 1880                                | 1897                                | 1909                                | 1926                                | 1959                                | 1970                                | 2009                                | 2019                                |
| ----------------------------------- | ----------------------------------- | ----------------------------------- | ----------------------------------- | ----------------------------------- | ----------------------------------- | ----------------------------------- | ----------------------------------- | ----------------------------------- |
| 243                                 | ↗273                                | ↗373                                | ↗417                                | ↗700                                | ↘228                                | ↗449                                | ↗1232                               | ↗1251                               |

## Культура
- Музей истории Белыничского СПК «Колхоз «Родина». В его составе пять залов, три из которых рассказывают о трудовой и военной славе уроженцев аг. Вишов и его окрестностей. В одном из залов картинная галерея[8].

## Достопримечательность
- Братская могила советских воинов. В центре агрогородка, возле автомобильной дороги Белыничи—Могилёв. Похоронены 15 воинов, которые погибли в июле 1941 года в боях против немецко-фашистских захватчиков. В 1950 году на могиле установлен обелиск[9].
- Православный храм-новодел в честь святых апостолов Петра и Павла, замена практически разрушенному историческому храму в другой части деревни[10][11].
- Аллея славы «Колхоза Родина». Открыта в 2018 году с целью увековечить наиболее прославленных работников хозяйства. На аллее расположено 32 фотографии, а центральное место за скульптурной композицией на многоплановую тематику — труд, семья, война, сверху серп и молот[12].